# Městská občina Krško
Městská občina Krško je jednou z 212 občin ve Slovinsku. Nachází se v Posávském regionu na pomezí historických zemí Dolní Štýrsko a Kraňsko. Občinu tvoří 157 sídel, její rozloha je 286,5 km² a k 1. lednu 2017 zde žilo 25 853 obyvatel. Správním střediskem občiny je město Krško.

## Geografie
Občina Krško patří svou rozlohou mezi největší slovinské občiny. Povrch je různorodý, na severu a na jihu hornatý, podél řek Sáva a Krka se rozprostírají nížiny. Na jihu hraničí občina s Chorvatskem. Jižní částí území prochází dálnice A2.

## Pamětihodnosti
Hrady: Rajhenburg, Šrajbarski turn, Graščina turn, Krški grad, Reštanj, Raka.

## Členění občiny

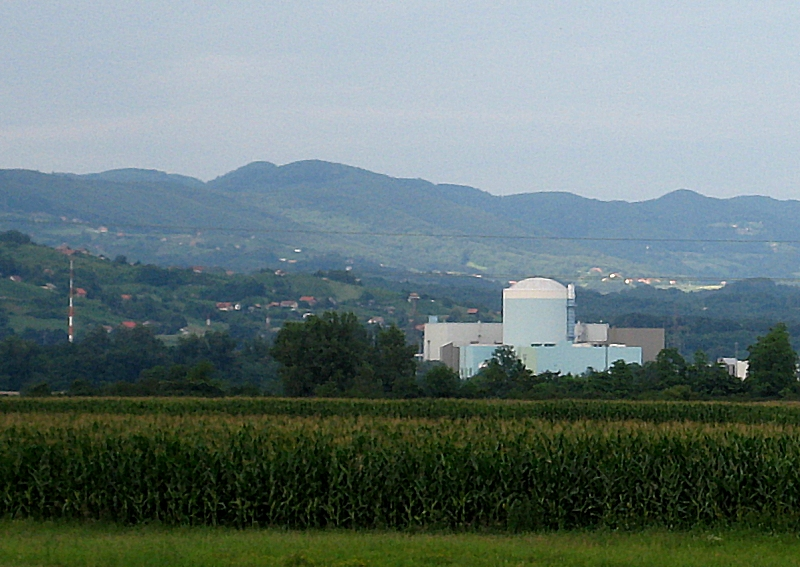
Jaderná elektrárna v oblasti Krško

Občinu tvoří tato sídla: Anovec, Anže, Apnenik pri Velikem Trnu, Ardro pod Velikim Trnom, Ardro pri Raki, Armeško, Brege, Brestanica, Brezje pri Dovškem, Brezje pri Raki, Brezje pri Senušah, Brezje v Podbočju, Brezovica v Podbočju, Brezovska Gora, Brlog, Brod v Podbočju, Bučerca, Celine, Cesta, Cirje, Črešnjice nad Pijavškim, Čretež pri Krškem, Dalce, Dedni Vrh, Dobrava ob Krki, Dobrava pod Rako, Dobrova, Dol, Dolenja Lepa vas, Dolenja vas pri Krškem, Dolenja vas pri Raki, Dolenji Leskovec, Dolga Raka, Dovško, Drenovec pri Leskovcu, Drnovo, Dunaj, Frluga, Gmajna, Golek, Goli Vrh, Gora, Gorenja Lepa vas, Gorenja vas pri Leskovcu, Gorenje Dole, Gorenji Leskovec, Gorica pri Raztezu, Gorica, Gornje Pijavško, Gradec, Gradišče pri Raki, Gradnje, Gržeča vas, Gunte, Hrastek, Ivandol, Jelenik, Jelše, Jelševec, Kalce, Kalce-Naklo, Kališovec, Kerinov Grm, Kobile, Kočno, Koprivnica, Koritnica, Kostanjek, Kremen, Krško, Kržišče, Leskovec pri Krškem, Libelj, Libna, Loke, Lokve, Lomno, Mali Kamen, Mali Koren, Mali Podlog, Mali Trn, Malo Mraševo, Mikote, Mladje, Mrčna sela, Mrtvice, Nemška Gora, Nemška vas, Nova Gora, Osredek pri Trški Gori, Pesje, Pijana Gora, Planina pri Raki, Planina v Podbočju, Pleterje, Podbočje, Podlipa, Podulce, Površje, Premagovce, Presladol, Pristava ob Krki, Pristava pod Rako, Pristava pri Leskovcu, Prušnja vas, Raka, Ravne pri Zdolah, Ravni, Ravno, Raztez, Reštanj, Rožno, Sela pri Raki, Selce pri Leskovcu, Selo, Senovo, Senožete, Senuše, Slivje, Smečice, Smednik, Spodnja Libna, Spodnje Dule, Spodnje Pijavško, Spodnji Stari Grad, Srednje Arto, Srednje Pijavško, Sremič, Stari Grad v Podbočju, Stari Grad, Stolovnik, Stranje, Straža pri Krškem, Straža pri Raki, Strmo Rebro, Šedem, Šutna, Trška Gora, Velika vas pri Krškem, Veliki Dol, Veliki Kamen, Veliki Podlog, Veliki Trn, Veliko Mraševo, Veniše, Videm, Vihre, Volovnik, Vrbina, Vrh pri Površju, Vrhulje, Zabukovje pri Raki, Zaloke, Zdole, Žabjek v Podbočju, Žadovinek, Ženje.

## Sousední občiny
| Růžice kompasu |                                  | Šentjur              | Kozje   | Růžice kompasu |
| Růžice kompasu | Škocjan Sevnica                  | Sever                | Brežice | Růžice kompasu |
| Růžice kompasu | Škocjan Sevnica                  | Městská občina Krško | Brežice | Růžice kompasu |
| Růžice kompasu | Škocjan Sevnica                  | Jih                  | Brežice | Růžice kompasu |
| Růžice kompasu | Konstanjevica na Krki Šentjernej | Samobor (Chorvatsko) |         | Růžice kompasu |